# La Reforma, Benito Juárez
La Reforma är en ort i Mexiko.   Den ligger i kommunen Benito Juárez och delstaten Veracruz, i den sydöstra delen av landet, 180 km nordost om huvudstaden Mexico City. La Reforma ligger 372 meter över havet och antalet invånare är 612.
Terrängen runt La Reforma är kuperad, och sluttar söderut. Runt La Reforma är det ganska tätbefolkat, med 96 invånare per kvadratkilometer. Närmaste större samhälle är Benito Juárez, 10,0 km nordväst om La Reforma. Trakten runt La Reforma består till största delen av jordbruksmark.